# Стрипер
Знімач ізоляції, або стрипер (англ. wire stripper) — електромонтажний інструмент, призначений для видалення ізоляції з кінців дротів або оброблення кабелю при електромонтажних роботах.
Вперше запатентований у 1915 році

## Типи стриперів
- Прості моделі є інструментом, що за принципом роботи схожий з бокорізами і служить для зняття ізоляції з окремих жил. Леза такого інструменту мають кілька виїмок різного радіусу, розрахованих на жили того чи іншого перерізу.
- Ручний напівавтоматичний стрипер має дві пари губок з лезами. Працюючи з таким стрипером, кінець кабелю поміщається у робочу зону інструмента, і за змиканні ручок леза надрізають ізоляцію, а губки знімають її з жили. Такий тип стрипера обладнаний регульованим упором, що дозволяє точно регулювати довжину ділянки проводу, що оголюється.
- Автоматичний стрипер. Багатофункціональний автоматичний знімач ізоляції проводів виконує також скручування жил кабелю. Усі операції робляться одночасно і послідовно: ізоляція обрізається, знімається, мідні жили скручуються.
- Стрипер для крученої пари є затискачем із вбудованим лезом (приблизно як у канцелярського ножа). Такий стрипер дозволяє гранично акуратно надрізати зовнішню ізоляцію кабелю. Крім крученої пари, таким стрипером можна підготувати коаксіальний кабель для накручування F-конектора.
- Стрипер для коаксіального кабелю зовні схожий на попередню модель. Відрізняється наявністю двох лез та змінною вставкою затиску для роботи з проводом різного перерізу. Два леза необхідні практично одночасного надрізання як зовнішньої, і внутрішньої ізоляції коаксіального кабелю. Такий інструмент вимагає точного налаштування з урахуванням перетину кабелю, товщини зовнішньої ізоляції та товщини центральної жили. Цим типом стрипера готують кабель для роботи з обтискними конекторами.
- Стрипер для силового кабелю є затискачем з так званим плаваючим лезом. За рахунок своєрідної конструкції леза дозволяє надрізати ізоляцію як упоперек, так і вздовж кабелю, що дуже корисно в разі потреби заголити ділянку кабелю, віддалену від кінця. Цей інструмент передбачає налаштування під товщину ізоляції конкретного кабелю.
- Стрипер для зняття лакового шару з оптичних волокон є на вигляд простий, але дорогий і прецизійний інструмент, в якому розміри виїмки для оптичного волокна вкрай малі й повинні відповідати дуже строгим допускам: такий стрипер повинен знімати з оптичного волокна найтонший лаковий шар і при цьому не розколоти скло самого волокна.

## Галерея

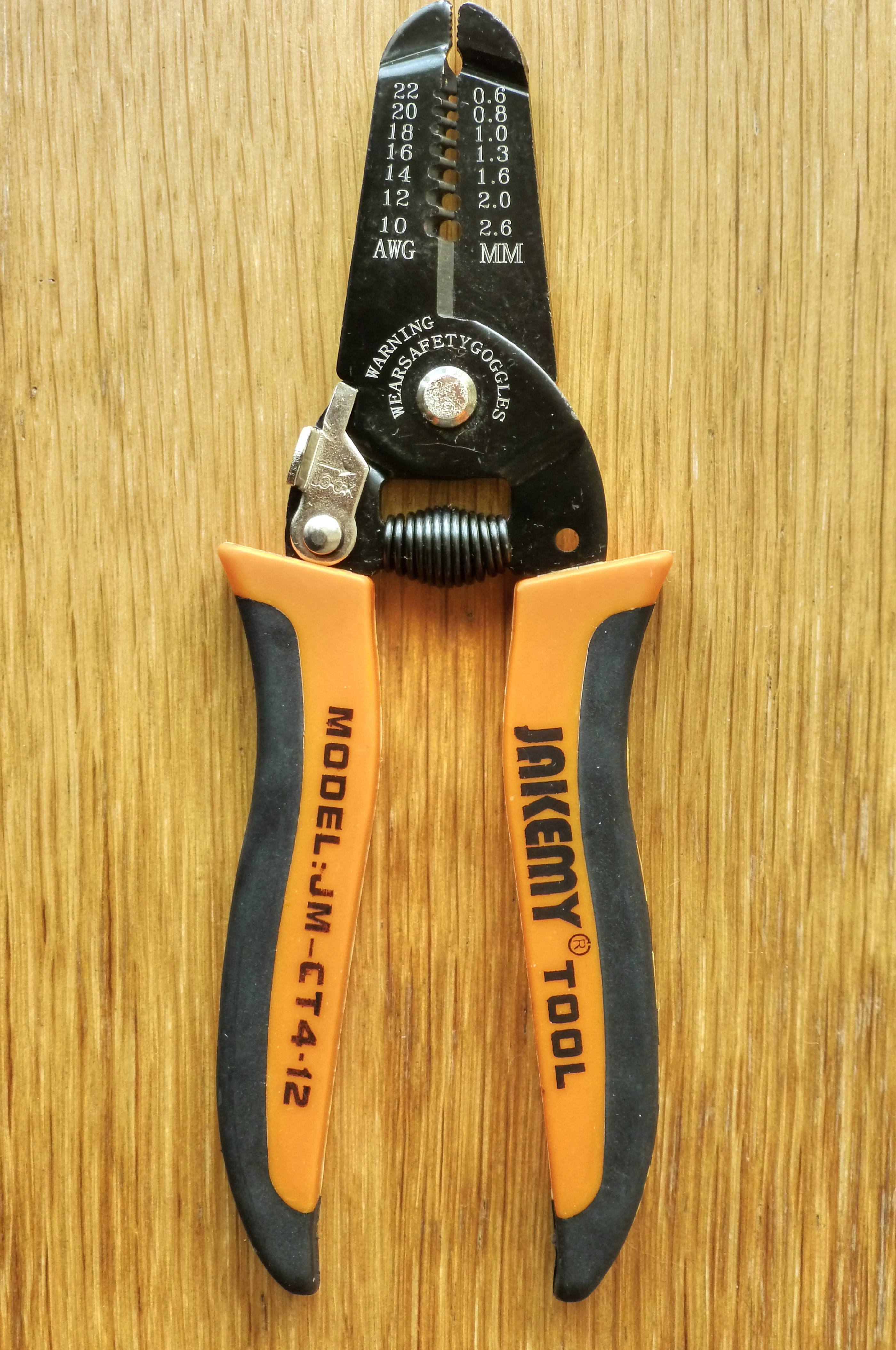
Простий стрипер
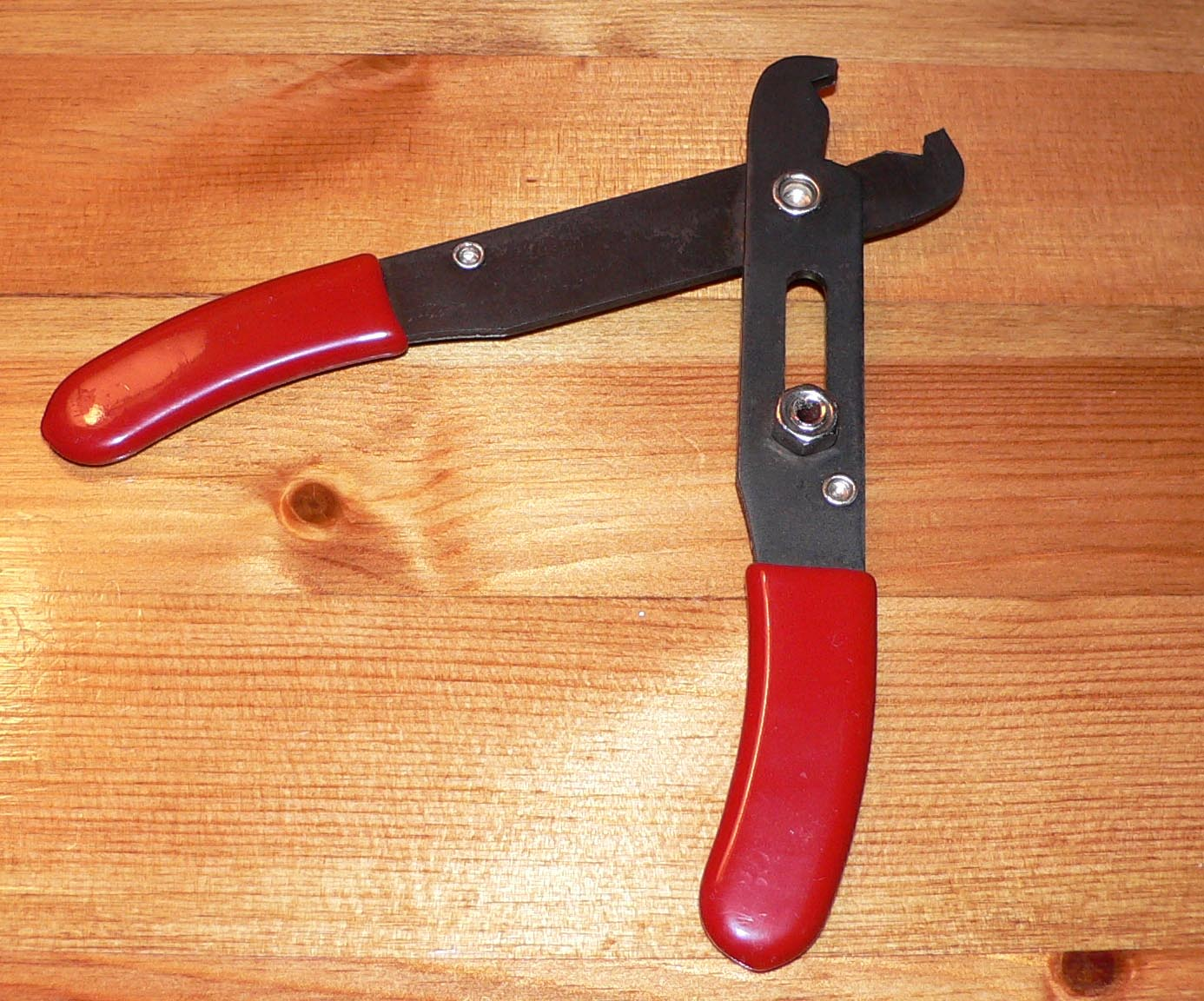
Стрипер американського типу
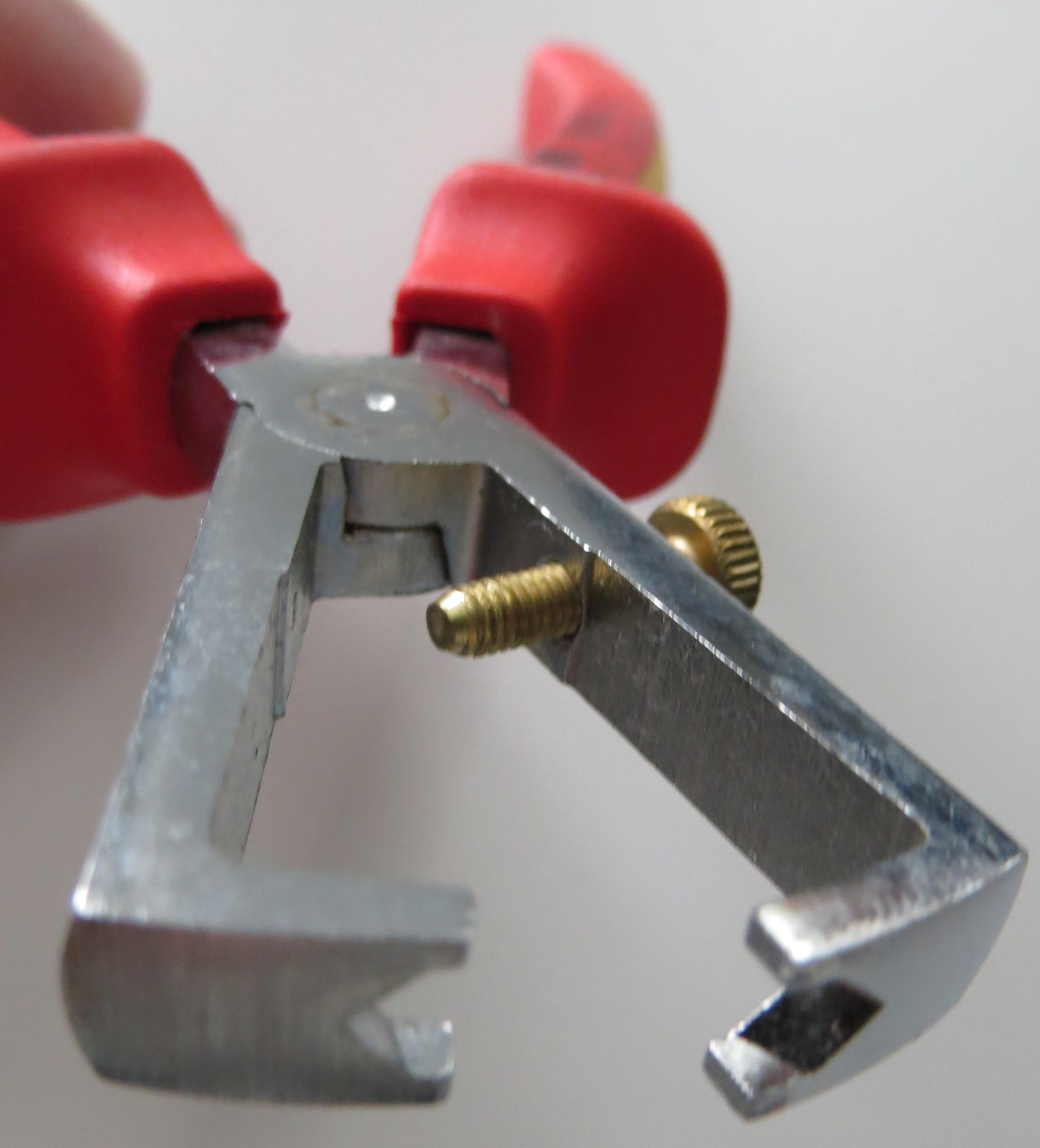
Стрипер європейського типу
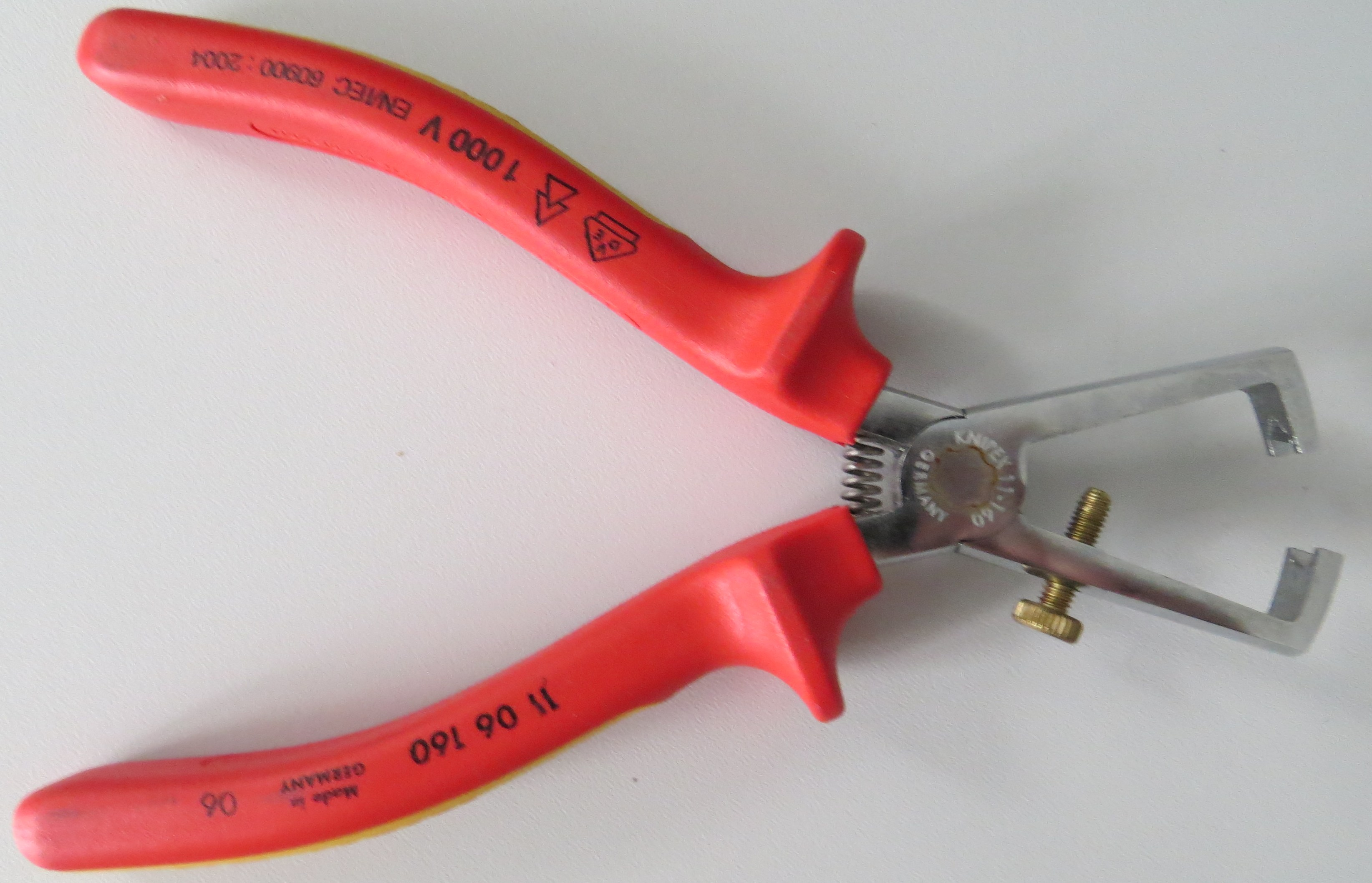
Стрипер європейського типу
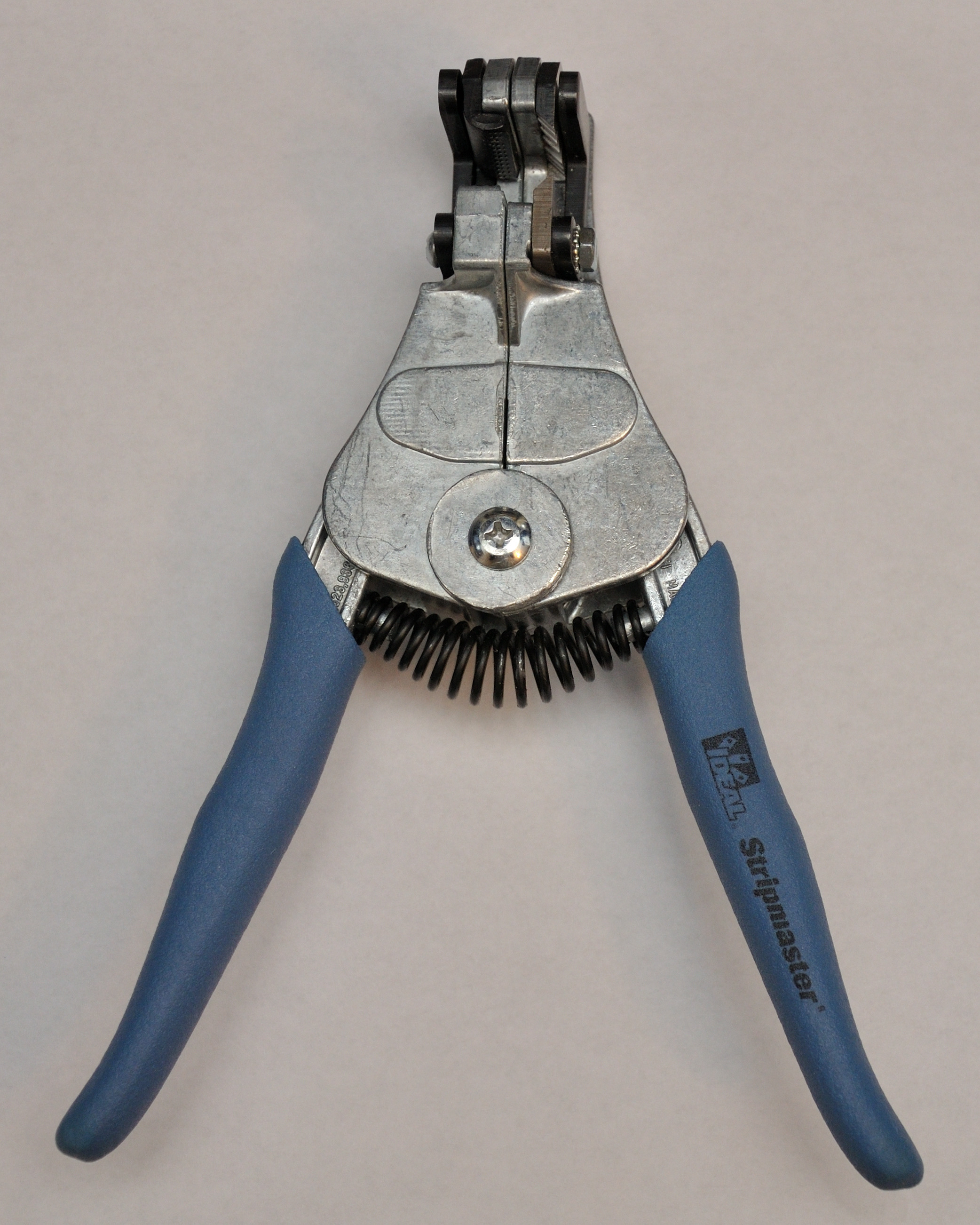
Автоматичний стрипер
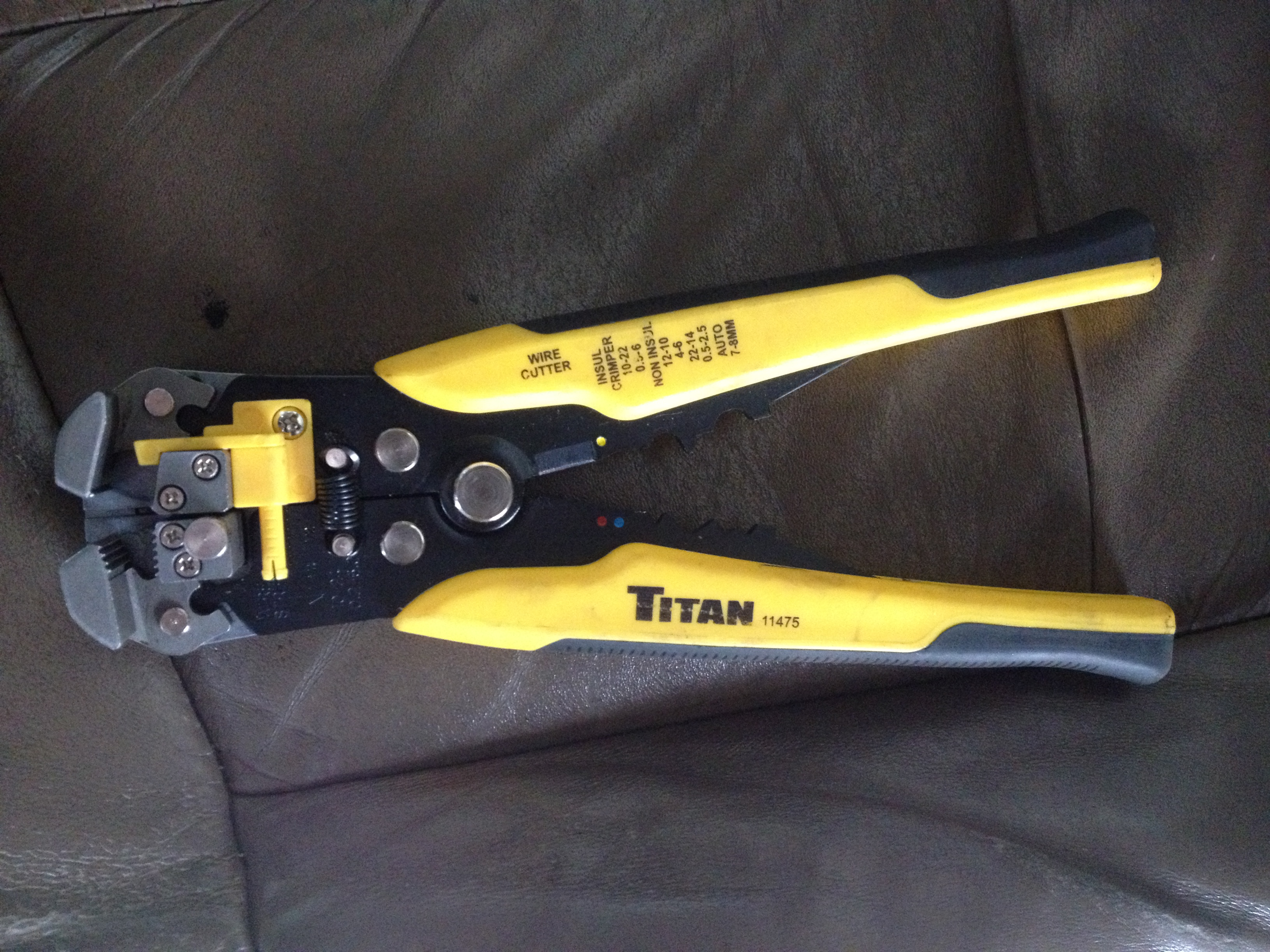
Автоматичний стрипер
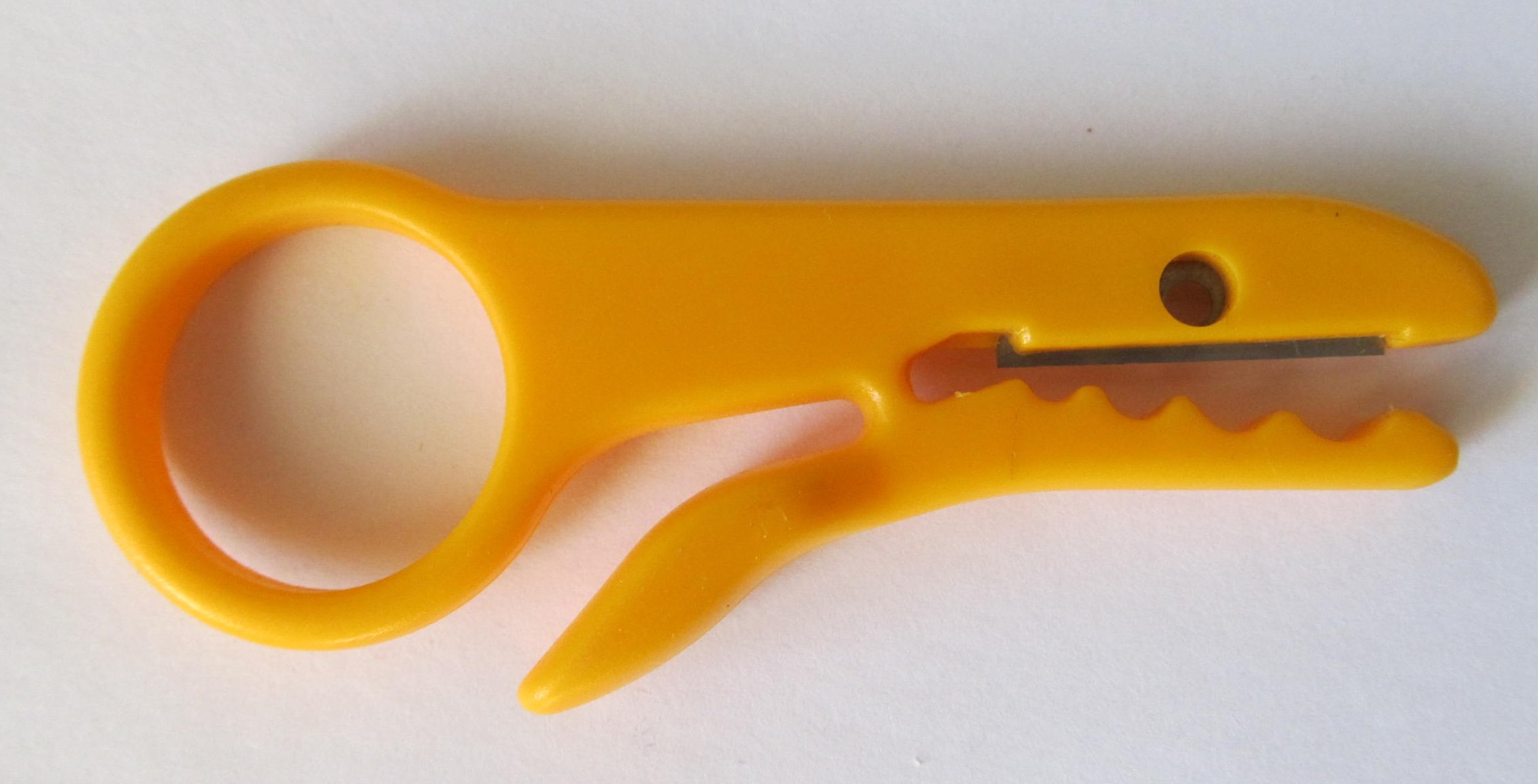
Стрипер для зняття ізоляції з витої пари
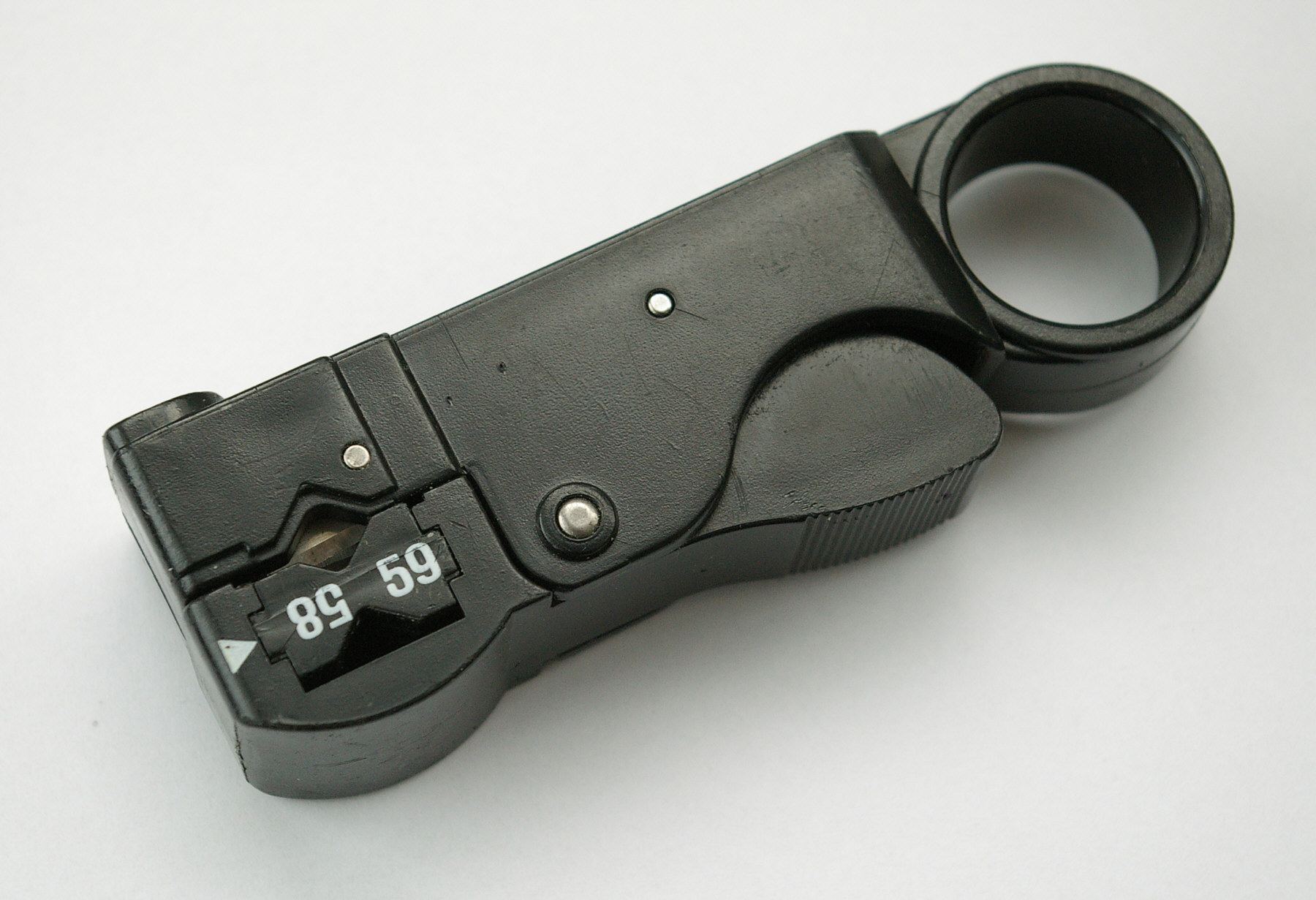
Стрипер для коаксіального кабелю